# Sandahl Bergman
Sandahl Bergman (ur. 14 listopada 1951 w Kansas City w stanie Missouri) – amerykańska aktorka, tancerka, a także kaskaderka.
Najbardziej znana z ról u boku Arnolda Schwarzeneggera w filmach: Conan Barbarzyńca (1982; reż. John Milius) oraz Czerwona Sonja (1985; reż. Richard Fleischer). Za kreację w pierwszym z nich otrzymała nagrody: Saturn i Złoty Glob; z kolei za rolę w drugim z tych filmów była nominowana do Złotej Maliny dla najgorszej aktorki drugoplanowej. 
Od 2003 nie występuje.

## Filmografia
Role filmowe:
- Cały ten zgiełk (1979) jako tancerka dyrektora
- Xanadu (1980) jako Muza 1
- Spokojnie, to tylko awaria (1982) jako pierwszy oficer
- Conan Barbarzyńca (1982) jako Valeria
- Czerwona Sonja (1985) jako królowa Gedren
- Rozkaz - zabijać (1987) jako Samira
- Miasto żab (1987)
- Nerwy ze stali (1991) jako Gloria Freedman
- Tir morderca (1992) jako Python
- Strefa wpływów (1993) jako Clarissa
- W szponach nocy (1994) jako Peggy Hansen
- Lodziarz (1995) jako Marion Cassera
- Śpiewający detektyw (2003) jako tancerka

Gościnne występy w serialach TV:
- Na wariackich papierach (1985-89) jako tancerka (odc. z 1986)
- Zdrówko (1982-93) jako Judy Marlowe (1989)
- Napisała: Morderstwo (1984-96) jako Daisy Kenny (1993)
- Jedwabne pończoszki (1991-99) jako sierżant Steele (1994)
- Sliders: Piąty wymiar (1995-99) jako tancerka (1999)